# Елинген (Баден-Виртемберг)
Елинген (њем. Öllingen) општина је у њемачкој савезној држави Баден-Виртемберг. Једно је од 55 општинских средишта округа Алб-Донау-Крајс. Према процјени из 2010. у општини је живјело 526 становника. Посједује регионалну шифру (AGS) 8425092.

## Географски и демографски подаци
Елинген се налази у савезној држави Баден-Виртемберг у округу Алб-Донау-Крајс. Општина се налази на надморској висини од 536 метара. Површина општине износи 8,1 km². У самом мјесту је, према процјени из 2010. године, живјело 526 становника. Просјечна густина становништва износи 65 становника/km².

## Међународна сарадња
| Мјесто     | Држава               | Врста сарадње | Од    |
| ---------- | -------------------- | ------------- | ----- |
| Фојерсбрун | Аустрија             | контакт       | 2007. |
| Шомберек   | Мађарска             | партнерство   | 1989. |
| Бриџенд    | Уједињено Краљевство | партнерство   | 1971. |
| Албек      | Аустрија             | партнерство   | 1993. |
| Извор      |                      |               |       |